# Alexis Weissenberg
Alexis Weissenberg (Sofía, Bulgaria, 26 de julio de 1929 - Lugano, Suiza, 8 de enero de 2012) fue un pianista francés de origen búlgaro.

## Datos biográficos
Nacido en el seno de una familia judía, Weissenberg inició sus lecciones de piano en Sofía a la edad de tres años bajo la tutela de su madre primero, más adelante de profesores de Conservatorio de Sofía, para luego estudiar finalmente, hacia los 8 años de edad, con el gran compositor y pedagogo Pancho Vladigerov. Después de mudarse a Palestina en 1943, donde estudió con Grünthal y Schröder, le contrata Leo Kestenberg para tres temporadas seguidas de conciertos y recitales, tanto locales como en giras.
En 1946 llega a Nueva York donde asistirá a la Escuela Juilliard para estudiar con Olga Samaroff. En la ciudad puede por fin disfrutar de sus ídolos, tanto yendo a sus conciertos como consultándoles en esos trascendentales años de formación. Se trata de músicos de la talla de Artur Schnabel, Vladimir Horowitz o Wanda Landowska.
Tras ganar en 1947 tanto el importante premio Leventritt como el Philadelphia Youth, y tiene lugar su debut con la Orquesta de Filadelfia bajo la conducción de George Szell interpretando el Concierto para piano n.º 3 de Rajmáninov. Entre 1956 y 1966 tomó un descanso extendido con el propósito de estudiar y enseñar, reanudando su carrera en 1966 con un recital en París. 
La película rodada en 1965 por el cineasta sueco Åke Falck sobre Petrushka de Stravinsky y admirada por Karajan, servirá a Alexis Weissenberg de pasaporte hacia una brillante carrera en Alemania, que arranca en 1966 con el Concierto para piano n.º 1 de Chaikovski con la Orquesta Filarmónica de Berlín bajo la dirección de Karajan, quien lo elogió como "uno de los mejores pianistas de nuestro tiempo".

## Grabaciones destacadas
Bryce Morrison, en "Gramophone", describió sus grabación temprana de los años 70 de la Sonata en si menor de Liszt como una de las interpretaciones más emocionantes y líricas de la obra. Su lectura de las obras de Schumann, Rajmáninov y Chopin 2 y 3, nocturnos y Valses) son también muy conocidas.
Entre sus otras interpretaciones notables se encuentran las del Concierto para piano n.º 1 de Brahms, con Carlo Maria Giulini y Riccardo Muti, ("Les Introuvables d'Alexis Weissenberg", 2004), de Rajmáninov el Concierto para piano n.º 2 con Herbert von Karajan y la Orquesta Filarmónica de Berlín, así como su Concierto para piano n.º 3 con Georges Prêtre y Seiji Ozawa con la Orquesta Sinfónica de Boston (también con Leonard Bernstein y la Orquesta Nacional de Francia). Su grabación de Trois mouvements de Petrouchka de Ígor Stravinski también recibió grandes elogios.

### Discografía seleccionada
- Bach: Goldberg Variations
- Bartók: Piano Concerto n.º 2 con Eugene Ormandy. Philadelphia Orchestra. RCA Red Seal
- Beethoven: The Five Piano Concertos con Herbert von Karajan. Berlin Philharmonic Orchestra. EMI (3 CDs)
- Beethoven: Piano Sonatas: "Pathétique, Moonlight y Appassionata"
- Brahms: Piano Concerto n.º 1 (2 grabaciones, con Carlo Maria Giulini y Riccardo Muti,  EMI )
- Brahms: Sonatas for violin & piano Nos. 1-3, con Anne-Sophie Mutter. EMI (CD)
- Chopin: Works for piano and orchestra. EMI (2 CDs)
- Chopin: The Nocturnes. EMI
- Chopin: Piano Sonata Nos. 2 and 3 EMI
- Debussy: Estampes, Suite Bergamasque, Children's Corner, L'Isle Joyeuse, etc. Deutsche Grammophon
- Debussy: Piano works. Deutsche Grammophon (CD)
- Liszt: Piano sonata in B minor. Einsatz Records, Japan
- Mozart: Piano Concertos Nos. 9 y 21 con Giulini. Vienna Symphony Orchestra
- Mussorgsky: Pictures at an Exhibition EMI
- Prokófiev: Piano concerto No.3 - Seiji Ozawa, Orchestre de Paris
- Rachmaninoff: Complete Preludes. RCA Gold Seal (CD)
- Rachmaninoff: Piano Sonatas Nos. 1, 2. Deutsche Grammophon (CD)
- Rachmaninoff: Piano Concerto n.º 2 (con Herbert von Karajan. Berlin Philharmonic Orchestra)
- Rachmaninoff: Piano Concerto n.º 3 (3 grabaciones, con Georges Pretre, Seiji Ozawa y Leonard Bernstein)
- Ravel - Piano concerto - Seiji Ozawa, Orchestre de Paris
- Scarlatti: Sonatas (Una selección de 15) on Deutsche Grammophon
- Schumann: "Kinderszenen", Op. 15 (Toshiba-EMI)
- Weissenberg, Bach/Scarlatti/Debussy/Rajmáninov - Las grabaciones de Deutsche Grammophon, 1985/1989 Deutsche Grammophon
- Grandes Pianistas del Siglo XX. Vol 97. Philips

## Como profesor
Alexis Weissenberg dio clases magistrales de piano por todo el mundo. 
En las clases que impartió en Engelberg (Suiza), tuvo como estudiantes a muchos pianistas de la nueva generación: Kirill Gerstein, Simon Mulligan, Mehmet Okonsar, Nazzareno Carusi, Andrey Ponochevny, Roberto Carnevale, Loris Karpell y Rafał Łuszczewski, entre otros.
También fue compositor de numerosas obras, tanto para piano solo como para dos pianos, de canciones y numerosas transcripciones, así como de al menos un musical, La Fugue, estrenado en París en 1979 y posteriormente traducido al alemán y, con el título de Nostalgie, estrenado en Darmstadt en 1992.
Sus obras se van publicando poco a poco. Schott ha sacado un álbum que contiene una veintena de sus obras para piano solo, escritas entre 1939 y 1982, así como una Romanza para Violín y Piano escrita en 1943, apenas llegado a Jerusalén (https://en.schott-music.com/shop/autoren/alexis-weissenberg). Asimismo, se han publicado en 2018, a cargo de Muse Press, sus transcripciones de canciones de Charles Trenet que, bajo el título con pseudónimo de Mr. Nobody plays Trenet, publicó en disco en los años cincuenta (https://muse-press.com/en/2018/09/05/trenet-weissenberg-arrangements/).
Gran caricato, deja una colección de collages que hoy en día se pueden ver reunidos en el Foyer Alexis Weissenberg, de acceso a la Sala Bulgaria, en Sofía.